# Spaghetti Western Orchestra

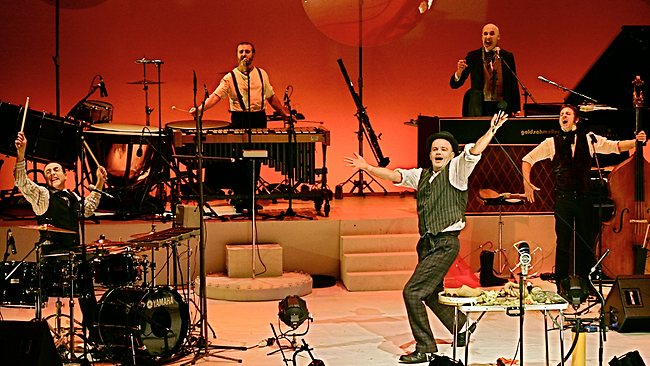
Spaghetti Western Orchestra (2009)

Das  Spaghetti Western Orchestra (ehemals The Ennio Morricone Experience) ist eine australische Formation, die auf humorvolle Art die Filmkompositionen Ennio Morricones adaptiert.
Die Idee geht auf ein studentisches Musik-Theater Experiment der Australier Patrick Cronin und Graeme Leak zurück. Die Gruppe bedient sich exotischer Instrumente wie der Okarina – die ihre Popularität vor allem ihrem prominenten Einsatz in dem Filmklassiker „The Good, the Bad and the Ugly“ verdankt – aber auch Nagelknipser, Kleiderbügel, eines sechs Fuß großen Glockenspiels und einer Vielzahl teilweise exotischer Perkussionsinstrumente.
Die Gruppe spielte bereits beim renommierten Melbourne Fringe Festival im Jahre 2002 im Opernhaus in Sydney, beim Adelaide Festival Centre sowie in vielen Staaten Europas und in den USA. Die Formation trat ebenfalls 2011 in der Royal Albert Hall auf.
Am 1. September 2014 gab das Orchestra bekannt, nicht mehr auf Tour zu gehen.